# Sean De Bie
Sean De Bie (Bonheiden, Anvers, 3 d'octubre de 1991) és un ciclista belga, professional des del 2014. Actualment corre a l'equip Lotto Soudal. És fill d'Eddy De Bie, antic ciclista professional, i nebot de Danny De Bie, campió del món de ciclocròs el 1989 a Pontchâteau. En el seu palmarès destaquen els Tres dies de Flandes Occidental de 2016.

## Palmarès
- 2009
  - Vencedor d'una etapa de la Lieja-La Gleize
- 2010
  - Vencedor d'una etapa de la Volta a la Província de Lieja
- 2011
  - Vencedor d'una etapa a la Toscana-Terra de ciclisme
- 2012
  - Vencedor d'una etapa al Triptyque des Monts et Châteaux
- 2013
  -  Campió d'Europa en ruta sub-23
- 2015
  - 1r al Gran Premi Impanis-Van Petegem
  - Vencedor d'una etapa a la Volta a Luxemburg
- 2016
  - 1r als Tres dies de Flandes Occidental
- 2018
  - Vencedor d'una etapa a l'Étoile de Bessèges

### Resultats al Giro d'Itàlia
- 2016. 108è de la classificació general
- 2017. Abandona (16a etapa)